# Ermyaki
Ermyaki är en ort i Azerbajdzjan.   Den ligger i distriktet Quba Rayonu, i den nordöstra delen av landet, 150 km nordväst om huvudstaden Baku. Ermyaki ligger 764 meter över havet och antalet invånare är 1 582.
Terrängen runt Ermyaki är kuperad. Närmaste större samhälle är Quba, 9,2 km norr om Ermyaki. 
Omgivningarna runt Ermyaki är en mosaik av jordbruksmark och naturlig växtlighet. Runt Ermyaki är det ganska glesbefolkat, med 48 invånare per kvadratkilometer.